# Kroppgyl
Kroppgyl är en sjö i Karlshamns kommun i Blekinge och ingår i Bräkneån-Mieåns kustområde.